# 耳マーク
耳マーク（みみマーク、Ear symbol）は、1975年（昭和50年）に名古屋市聴覚障害者福祉連合会で作成された聴覚障害者のためのピクトグラム。耳マークの著作権は、2003年4月より全日本難聴者・中途失聴者団体連合会（全難聴）へ委譲され、同会が管理と普及を行っている。
なお耳マークは、全日本難聴者・中途失聴者団体連合会（全難聴）の団体マークではない。また難聴者・中途失聴者のみを表すマークでもなく、「聞こえが不自由なことを表すと同時に、聞こえない人・聞こえにくい人への理解と配慮を求めるためのマーク」であると定義づけられている。

## 概要
名古屋市中途失聴・難聴者福祉連合会の高木四良（たかぎ しろう）の発案により、1975年10月に名古屋市で「耳のシンボルマーク」として制定された。デザインは星野善晃（ほしの よしあき）による。
聴覚障害は、障害の有無が外観から分かりにくいため、周囲の人から誤解を受けたり、不利益を被ったり、時には危険に晒されることがあるため、聴覚障害があることを自己掲示する目的で考案された。聴覚障害者の存在と立場を社会に認知してもらうためのマークであり、聴覚障害者がマークを携帯して周囲に配慮を求める。また公共施設などがマークを掲示して、聴覚障害者向けのサービスを提供する場合もある。
公共施設の窓口などで普及しているほか、2022年より大手コンビニエンスストアで、接客サービスの補助に使われる指差しボードに採用されている。

## 耳マークの利用条件
前述のとおり、耳マークの著作権は全日本難聴者・中途失聴者団体連合会（全難聴）が所有しており、2003年7月8日付で文化庁に「耳マーク」の題号で著作物として登録された（登録番号 第19363号の1）。
- 耳マークの利用には、管理団体である全日本難聴者・中途失聴者団体連合会（全難聴）への事前申請が必要である[1]。
- 同連合会の加盟団体による利用には事前申請は不要だが、同会への報告書の提出（実物見本または写真を添付）は必要となる[1]。
- 同連合会が頒布する、耳マークの公式グッズを購入し設置する場合などは、利用申請は不要となる[1]。
- いずれの場合も、同連合会の許諾する範囲においては、無償で耳マークを利用できる[1]。

### 営利利用・無断複製の禁止
- 耳マークを複製し、商品として販売することは、原則として認められていない[1]。
  - なお営利目的の利用について、同連合会は「個人や店舗等で、耳マークの複製品のネット等での販売を目的とした利用申請が増えていますが、利益を目的とした販売での利用申請は原則として認められません」と明記している[1]。
  - ただし、同連合会は例外として「福祉施設等での製作販売の場合はご相談ください」としている[1]。